# Monterotondo (Passirano)
Monterotondo (Muridont in dialetto bresciano) è una frazione del comune bresciano di Passirano.
La località è un piccolo villaggio agricolo di antica origine; le ondulazioni collinari diedero origine certamente al nome di Monterotondo che sorge a 217m sul livello del mare (altezza massima 318m, colle di San Giorgio). 
La forma rotonda delle colline è ripresa dallo stemma dell'antico Comune, con sei colline tonde sormontate da una croce rossa tra due ramoscelli d'ulivo, e da un altro emblema raffigurante tre colline tonde sovrastate da un tralcio di vite, ad indicare anche la fertilità vinifera di queste colline.

## Storia
Nel 1274 la chiesa di San Vigilio viene ricordata per il pagamento della decima di novali al Vescovo, ma la storia di Monterotondo è legata soprattutto alla vita del castello di San Giorgio, di probabile appartenenza ai ghibellini Isei (Oldofredi) che avevano in quest'area una serie di torri e rocche e che promossero varie azioni di guerriglia da Monterotondo contro i guelfi di Cazzago e Passirano. Alcuni storici sostengono che tale Inverardo Bornato abbia dato origine agli Inverardi di Monterotondo alla cui famiglia sarebbe appartenuto il monaco Arnaldo da Brescia. Certo è che nel 1145 i suoi partigiani religiosi e politici, vinti e dispersi dal forte partito che sosteneva i diritti feudali del Vescovo, trovarono ospitalità in questo castello. Elia Caprioli narra un altro episodio di pochi anni successivi}, quando il castello fu assalito da un esercito di bresciani capitanati dai consoli Alberto Gambara e Gerardo della Porta perché i seguaci di un certo Arnaldo, che vi erano rinchiusi, saccheggiavano e depredavano il territorio circostante. La spedizione cittadina, sostenuta dal partito vescovile, portò nel 1154 alla distruzione del castello e del borgo, facendo presagire una volontà di egemonia sul territorio da parte della città. Sulle rovine del castello sorge attualmente la Chiesa di San Giorgio (fine '400 - inizio '500), certo sviluppo di un più antico luogo di culto legato al castello. 
Nel 1696 Monterotondo si separa da Bornato e si costituisce Comune autonomo della Quadra di Rovato. 
Il 5 giugno 1805 viene fondato il Comune di Borgonato con Monterotondo, nel Cantone di Adro, collegato al Comune di Passirano, dal quale però conserva distinzione dei beni e autonomia operativa. Monterotondo divenne frazione di Borgonato su ordine di Napoleone.
Il Comune di Borgonato si stacca da Passirano nel 1816, acquisendo piena autonomia; la nuova formazione era retta da un unico Consiglio Comunale che teneva separati i relativi beni e la loro amministrazione. Dopo l'unità d'Italia, nel 1867 Monterotondo passa al Comune di Passirano, di cui è tuttora una frazione insieme a Camignone.